# Tiirasaari
Tiirasaari, en suédois Tirholmen (en français l'île de la sterne) est une île du sud de la Finlande située dans le golfe de Finlande, à l'ouest du centre-ville d'Helsinki.
L'île, allongée et orientée nord-ouest-sud-est, est entourée par les îles de Lauttasaari à l'est et Lilla Ängsholm et Niitysaaret au sud-ouest. Elle est rattachée au district de Lauttasaari. L'île est propriété du groupe d'assurances Tapiola qui y gère un centre de formation et de séminaires.

### Source
- (en) National Land Survey of Finland - Carte de Tiirasaari